# Heroes of the Storm
Heroes of the Storm (en español Héroes de la tormenta) es un videojuego multijugador de arena de batalla en línea. El juego fue lanzado en un evento Live Stream, el 06.06.2015 (las grabaciones del evento se pueden encontrar en YouTube). Algunos códigos gratuitos fueron distribuidos para las versiones Alpha y Beta. A la fecha de abril 2023 los servidores están activos y funcionando. Véase la página de server status del juego en las páginas de Blizzard Entertainment para las plataformas de Microsoft Windows y OSX. La compañía Blizzard combina dentro en el videojuego a distintos Héroes de sus principales franquicias de videojuegos: Warcraft, Overwatch, Diablo, StarCraft y The Lost Vikings. El videojuego es actualmente un free to play distribuido digitalmente, y se sustenta a través de microtransacciones. El juego fue probado por Blizzard desde agosto de 2013 y hasta ahora se ha negado a categorizarlo en los géneros MOBA o estrategia en tiempo real debido a que consideran que es algo diferente.
Héroes de la tormenta estuvo en la fase de beta cerrada el 13 de enero de 2015. La beta abierta del juego comenzó el 19 de mayo de 2015, y la versión completa del juego se lanzó el 2 de junio de 2015.

## Jugabilidad
Héroes de la tormenta es un juego que gira en torno a un modo de combate cooperativo en línea de cinco contra cinco jugadores, operados a través de la página Battle.net, el servicio de juegos en línea de Blizzard. Los jugadores pueden elegir entre cinco modos de juego, que incluyen jugar contra héroes controlados por la computadora o contra otros jugadores. Cuando los jugadores inician el juego, solo pueden usar de seis a diez héroes proporcionados por la rotación de héroes libre, una lista seleccionada de forma metódica que cambia cada semana, pero mediante el uso de oro, una fuente en el juego de riqueza, o a través de microtransacciones, se puede tener acceso permanente a un héroe. Hay Ochenta y ocho héroes actualmente en el juego divididos en cuatro categorías distintas. De los once mapas publicados, ocho tienen las tres líneas estándares principales donde los jugadores pueden luchar, mientras dos Minas Encantadas y campos de batalla de la eternidad tiene dos carriles principales pero un área basada en objetivos separado y un mapa de una sola línea disponible solo en partidas personalizadas. Matar enemigos, ya sean unidades neutras o los héroes del equipo contrario, otorga puntos de experiencia, que se comparten con todo el equipo. Cuando se alcanza un cierto nivel de experiencia de un equipo, cada héroe en ese nivel se unen, la adquisición de las habilidades ligeramente aumentadas y ganando un punto de talento al llegar a los niveles 1, 4, 7, 10, 13, 16, y 20. Los puntos de talento permiten a los jugadores personalizar las habilidades de su héroe y en general dar lugar a un gran aumento en el poder, especialmente en los niveles 10 y 20. Este sistema de nivelación destaca la importancia del trabajo grupal, ya que la acción de un jugador puede afectar a todo el equipo. Los jugadores también pueden montar diferentes criaturas, como caballos y unicornios, para aumentar su velocidad de movimiento. Los jugadores se desmontan automáticamente cuando reciben daño o usan una habilidad. Los minions de los campos neutrales pueden ser derrotados para conseguir mercenarios que luchan para el jugador.

### Modos de juego
Debido a que es un juego basado en una sesión de grupos, Héroes de la tormenta implementa varios modos de juego para atender a su ancha base de jugadores. Los jugadores también pueden decidir sobre el nivel de dificultad en el que desean jugar.
- Tutoriales: los tutoriales son el modo de juego más básico. Se trata de dos secuencias de comandos "niveles" que están dirigidos a los nuevos jugadores con la intención de enseñar el modo de juego a los jugadores, las habilidades y otros controles básicos.

- Práctica: este modo está destinado a jugadores que han completado el tutorial y desean aprender cómo se juegan sus personajes elegidos. Utilizan todos los mapas actualmente en circulación para que los jugadores también puedan aprender la mecánica individual de cada mapa. Todos los personajes del equipo contrario y los aliados son bots controlados por la IA.

- Cooperativo: en este modo los jugadores forman un equipo junto a otros cuatro personajes controlados por humanos o por la IA, y compiten contra un equipo de cinco bots (personajes controlados por la IA) en un mapa aleatorio.

- Partida rápida: este modo establece dos equipos de cinco personajes humanos controlados unos contra otros en uno de los diez mapas y de combate estilo jugador Versus Jugador. Estos equipos son seleccionados sobre la base de los MMR de los jugadores para crear un campo de juego nivelado.

- Liga de Héroes: se trata de un modo en el que los jugadores usarán si desean jugar héroes de la tormenta en modo competitivos y de forma individual. Mientras los jugadores compiten en estos partidos que otorgarán una calificación de puntos que progresarán su rango dentro de su comunidad y empezarán a ponerlos en duelos más desafiantes. Estos "Rangos" se restablecen al final de cada temporada competitiva.

- Liga de Equipos: los jugadores que eligen jugar competitivamente como un equipo utilizan el modo de equipo Liga para ser emparejados con otros equipos de cinco jugadores en su región. El rango obtenido por estos equipos se asigna por separado a las filas obtenidas dentro de Héroe de la Liga.

- Modo cabezones: este modo se creó como un modo para el Día de los Inocentes, que hizo que todos las cabezas de los personajes jugables sean mucho más grande de lo normal. Esto fue pensado como un único modo de tiempo solo y únicamente estaba disponible el 1 de abril de 2015.[7]

## Roles
Cada héroe tiene diversas ventajas y desventajas según su rol, ya sea asesino, guerrero, apoyo o especialista.
- Asesinos: Los asesinos pueden ser de daño mágico o daño físico, de corto o largo alcance. Algunos por ejemplo: Kael'Thas, Tychus, Kerrigan, Falstad y Valla.
- Guerrero: Los guerreros como Leoric pueden iniciar una batalla, o acelerar el daño de área. Algunos de ellos son Artanis, Ragnaros, D.Va, Xul, Sonya  .
- Apoyo: Los héroes de apoyo como Zarya pueden entregar asistencia extra en batalla, ayudando con escudos, beneficios u otras habilidades que manipulen el combate a favor de sus aliados.  Son solo 4 Zarya ,Medivh, Vikingos Perdidos y Abathur.
- Sanador: Los Sanadores como Malfurion, proporcionan la vital asistencia para recuperar vida y mana en batalla, además de usar habilidades para reducir la velocidad o el daño de ataque. Algunos de ellos: Anduin, Stukov, Lili, Alasol y Kharazim.
- Tanque: Los Tanques como Johanna aportan con una primera línea de batalla resistente, que permite a los demás héroes posicionarse para ganar el altercado. Algunos de ellos: Diablo, Arthas, Muradin, Puntos y E.T.C.

## Héroes
Este título representa más de 20 años de historia, entornos y personajes icónicos de Blizzard combinados en una épica y estrambótica lucha por equipos. Verás enfrentamientos clásicos como Tyrael contra Diablo y Arthas contra Uther, además de poner punto final a debates sobre quien es el mejor líder: Raynor o Thrall. ¿Podría Zeratul derrotar a Illidan? ¿Quién es más fuerte... Kerrigan o la Cazadora de Demonios de Diablo III? Las combinaciones de héroes y universos de Blizzard no tienen límite.

### Diablo
- Auriel: El poder de la esperanza sustenta el tejido de la creación gracias a Auriel, un arcángel cuya luz eterna ilumina hasta al alma más oscura. En su búsqueda de armonía en todas las cosas hace el papel de mediadora, de consejera y, cuando es necesario, de intrépida guerrera.
- Azmodan: El Señor del Pecado reina sobre una parte muy poblada de los infiernos en la que se pueden experimentar desde el placer más grande hasta la desesperación o la depravación más profundas. Sin embargo, Azmodan nunca tiene suficiente y ha puesto sus ojos sobre el reino de Santuario.
- Cassia: Poderosa mujer guerrera de los Askari, luego de destruir la Piedra del Mundo, ella cambió. Después de ver el caos y destrucción que se acercaba, se dispuso a entrenar un ejército para los Askari.
- El carnicero: En las paredes de la catedral resonaba el eco constante de los golpes de un hacha. A medida que el príncipe Aidan se abría camino por sus profundidades, el sonido se hacía cada vez más fuerte. No se oía ningún grito, solo ese horrible golpeteo... una y otra vez.
- Diablo: El señor demoníaco Diablo, conocido en la lengua ancestral como Al'Diábolos, Demonio Mayor del Terror, intenta reclamar el mundo de Santuario en nombre de los Infiernos Abrasadores. Sus víctimas son ya incontables, sus caminos inescrutables, y su género... maleable.
- Johanna: Muchas mujeres han llevado el nombre de Johanna al servicio de la cruzada, y cada una ha dado su vida para purificar su fe. Johanna perpetúa su legado mientras recorre el reino de Khanduras en busca de la estrella caída.
- Kharazim: Para los monjes de Ivgorod, los dioses se hallan en todas las cosas, y los Patriarcas proclaman su voluntad divina. Kharazim, inspirado por una fe inquebrantable, sigue los dictados de los mil y un dioses hasta los confines de Santuario y los reinos allende.
- Leoric: Demencia. Traición. Muerte. Este es el legado del reinado del Rey Oscuro. Leoric, enloquecido por el espíritu de Diablo, causó un sufrimiento indecible a su reino. Ni siquiera la muerte supuso una liberación para el Rey Esqueleto.
- Li-Ming: Aunque Li-Ming comprende las preocupaciones de la gente, no se arrepiente en absoluto de su rastro de destrucción. Se deleita en lanzar devastadores hechizos desde la distancia y teletransportarse justo después para frustrar los contraataques de los enemigos.
- Malthael: El arcángel de la sabiduría, transformado en el segador de almas y ángel de la muerte, este oscuro personaje llega al campo de batalla para destruir todo aquello que amas.
- Nazeebo: Con encantamientos cabalísticos y vestimentas de plumas y huesos, el médico brujo Nazeebo llama a los espíritus de la Tierra Informe para que lo ayuden. Solo unos pocos forasteros han visto a un médico brujo en carne y hueso y han vivido para contarlo.
- Sonya: Los guerreros bárbaros proceden de las heladas Tierras del Terror del norte. Tras sobrevivir a la destrucción de su hogar y a la muerte de su tribu, Sonya vaga por Santuario en busca de batallas y una vida mejor para los suyos.
- Tyrael: Entre los ángeles, Tyrael, el Arcángel de la Justicia, es el mayor defensor de la humanidad. Si ni hubiera intervenido, blandiendo su espada El'druin contra los Infiernos Abrasadores, los demonios mayores habrían esclavizado a la humanidad hace mucho tiempo.
- Valla: Valla fue testigo de la ferocidad de las criaturas del infierno cuando los demonios arrasaron su aldea y la dieron por muerta. Ahora que ha perdido a todos los suyos, solo le queda la lealtad por su causa: librar a Santuario de la escorio demoníaca que corrompe sus tierras.
- Xul: Como miembro de los reservados sacerdotes de Rathma, o nigromantes, Xul lucha por preservar el delicado equilibrio entre el orden y el caos. Con la ayuda de una poderosa magia de muerte, extraerá la fuerza vital a sus enemigos, les cortará el paso cuando intenten escapar y esgrimirá su guadaña espectral con precisión letal.
- Imperius: Líder del Concilio de Angiris y Aspecto del Valor, Imperius ha liderado valientemente a los ejércitos de los Cielos Superiores a innumerables victorias contra los demonios de los Infiernos Ardientes. Si bien sus métodos son precisos y severos, no hay mayor defensor de la justicia en toda la creación.

### Overwatch
- Tracer: Lena Oxton (nombre en clave: «Tracer») es una aventurera y una fuerza imparable. Con la habilidad de alterar el tiempo a voluntad, Tracer lucha por la justicia allá donde va, incluso en el Nexo. Tracer es una compañera de equipo extremadamente ágil y mortífera. Tranquilos, chicos, por fin llega la caballería.
- Zarya: Aleksandra Zaryanova es una de las mujeres más fuertes del mundo y era una atleta prometedora hasta que el ómnium siberiano despertó. Ahora, como soldado de las fuerzas de defensa rusas, emplea con orgullo su fuerza para proteger a sus seres queridos.
- Lucio: Lúcio Correia dos Santos (nombre en clave:  Lucio) Lucio es un DJ de Brasil, el trata de cambiar la situación de su barrio, tras el caos que hizo Vikshar, Lucio se adentró a la fundación Vikshar y robo su Arma, Lucio es amistoso y gentil, recuerda la música es armonía y paz.

### StarCraft
- Abathur: Abathur, Maestro de Evolución del Enjambre de Kerrigan, trabaja sin descanso para mejorar los genes zerg. Su odio hacia el caos y la imperfección es casi comparable a su odio contra los pronombres.
- Alarak: No todos los héroes son altruistas. Algunos, como Alarak, solo ansían venganza. Como nuevo Gran Señor de los tal'darim, dirige a los suyos hacia un destino libre de la influencia corrupta de Amon, el Xel'Naga caído.
- Artanis: A pesar de su relativa juventud, Artanis fue nombrado Jerarca de los daelaam tras la caída de Aiur. Impulsado por la promesa de un futuro mejor, tiene la esperanza de reconquistar el mundo natal de los protoss y reconstruir su otrora gloriosa civilización.
- Dehaka: Dehaka, el líder de manada zerg, era un superdepredador en constante evolución en Zerus. Las ansias de matar a la presa más poderosa y consumir su esencia lo han llevado hasta el Nexo. Es capaz de recuperarse de grandes cantidades de daño y de moverse con presteza tanto dentro como fuera del combate.
- Kerrigan: Sarah Kerrigan, en otra época una fantasma terran habilidades psiónicas excepcionales, fue traicionada por sus aliados y transformada en la Reina de Espadas. Ya liberada de la corrupción del ser oscuro, Kerrigan se enfrenta a una amenaza que podría destruir la galaxia.
- Nova: November "Nova" Terra es una fantasma del Dominio terran, y una de las unidades psiónicas más poderosas que se conocen. Destacada por su concentración, su determinación y por ser extremadamente mortífera. Ni el propio Jim Raynor querría aparecer en la mira de su fusil.
- Raynor: El ex marshal confederado James Raynor se ha enfrentado contra todo lo que el universo ha puesto en su camino y ha sobrevivido. Su lucha por la justicia se mantiene como un rayo de esperanza en un universo frío y peligroso, repleto de monstruos y enigmáticos alienígenas.
- Sgto. Martillo: La sargento Bama "Martillo" Kowalski ha servido en algunos de los puestos más duros del sector Koprulu. El rugido del cañón de su tanque de asedio asusta a los guerreros más duros... incluidos sus aliados.
- Sondius: Desde su activación, Sondius siempre ha querido superarse. Puede que sea pequeño, pero marcó la diferencia cuando invocó un pilón crucial durante la reconquista de Aiur. Sondius, la sonda más valiente, está deseando cumplir con su deber en el Nexo.
- Stukov: Stukov murió, pero fue resucitado por los Zerg cuando le inyectaron una plaga que hizo posible esto, no tiene conciencia de lo que era su vida pasada pero es muy fuerte y astuto.
- Tassadar: Tassadar es un ejecutor sin parangón que ha luchado incansablemente para purificar la infestación zerg del sector Koprulu. Ahora que ha aprendido a manejar los poderes del vacío, por fin Tassadar está listo para enfrentarse a la Supermente y a su Enjambre incontenible.
- Tte. Morales: Para un buen soldado, solo hay una cosa más importante que su rifle: tener siempre a un médico al lado. Como una de las primeras oficiales desplegadas durante la invasión del sector Koprulu por parte del Directorio de la Unión Terrestre, la teniente Rosa Morales es la mejor en su oficio.
- Tychus: Tychus Findlay es un tipo grande con un ego grande y con una pistola aún más grande. Por suerte, es fácil conseguir su lealtad. Págale una copa o tres, prométele créditos suficientes y no habrá trabajo en el universo demasiado peligroso para un forajido como él.
- Zagara: Si Kerrigan es la reina de los zerg, Zagara es la madre de la prole. Astuta y tenza, dirige a su descendencia en el campo de batalla. Ojo con su prole: si te metes con ella, rendirás cuentas con su madre.
- Zeratul: El enigmático templario tétrico Zeratul sirve a los Xel'Naga. Aunque maneja con precisión los poderes del vacío, su sabiduría es lo que le otorga el respeto de los líderes del sector Koprulu... a pesar de su afición por las entradas dramáticas.

### Warcraft
- Alafeliz: Como muchos otros dragones feéricos, Alafeliz se lo pasa en grande volando por los bosques de Vallefresno, curando a sus amigos y luego descansando para merendar. Por cierto, ¿sabías que una cabeza humana solo pesa 4 kilos? ¡Eso sí es ligero!
- Anub'arak: Anub'arak, en otro tiempo orgulloso rey nerubiano, osó hacer frente a la invasión del Rey Exánime. Sin embargo, su valor no le salvó de la imparable Plaga. Resucitado como no-muerto, ahora el Rey Traidor sirve como una enorme arma de destrucción.
- Arthas: Una vez el Príncipe coronado de Lordaeron y el protegido de Uther el Iluminado. En una apuesta desesperada por salvar a su gente fue corrompido por la maldita hoja Agonía de Escarcha. Ahora él sirve al Rey Exánime como un caballero de la muerte confinado a su terrible destino.
- Chen: Para ser maestro cervecero hay que ser explorador, amante de la naturaleza y, cuando la situación así lo exige, un poderoso guerrero. Chen Cerveza de Trueno ha recorrido durante años el mundo de Azeroth en busca de ingredientes poco comunes, historias emocionantes y, claro, un buen trago.
- Cho'gall: Cho'gall es uno de los magi ogros más poderosos, inteligentes y perturbados que haya vivido jamás. El objetivo que tienen él y su hermano, líderes del Martillo Crepuscular, es instaurar una era de destrucción... salvo cuando están discutiendo, claro.
- Cringris: Como la mayoría de habitantes de Gilneas, Genn Cringris sufre la maldición de los huargen. Aunque se siente responsable por la desgracia de su pueblo, ha adoptado a la bestia interior sin rendirse ante su naturaleza salvaje. Ahora lidera su manada como alfa y rey.
- Cromi: Cromi parece una gnomo más, pero en realidad se trata de Chronormu, una dragona Bronce maestra del tiempo. Cromi utiliza sus poderes para controlar el transcurso de la batalla, ralentizando a sus enemigos o incluso desplazándolos por la fuerza en el tiempo.
- ETC: El poder de la Horda encarnado de ritmos brutales y los flipantes riffs de guitarra del tauren más élite que nunca haya sacudido las ondas de Azeroth. Su metal pesado hace papilla las armaduras conformistas de sus enemigos.
- Falstad: Falstad Martillo Salvaje es el señor feudal del Clan Martillo Salvaje, y miembro fundador del Concilio de los Tres Martillos, que gobierna sobre Forjaz. A pesar de la rumorología, Falstad nunca ha muerto y los que defienden esa idea son unos mentirosos.
- Gazlowe: Pocos considerarían a Gazlowe un luchador, pero compensa de sobra su falta de altura con sus conocimientos mecánicos. Además, nadie llega a jefe de una ciudad "explosiva" como Trinquete por tener una personalidad encantadora, ¿verdad?
- Gul'dan: Tras abandonar la senda del chamanismo, Gul'dan forjó un pacto con el señor demoníaco Kil'jaeden y traicionó a su pueblo a cambio de poder ilimitado. Una vez que su amo hubo esclavizado a la Horda de los orcos, estuvo a punto de subyugar también Draenor y Azeroth.
- Illidan: Illidan Tempestira, el primer cazador de demonios, traicionó a los suyos al crear un nuevo Pozo de la Eternidad tras la invasión demoníaca de Azeroth. Ahora, Illidan controla Terrallende y masacra a los héroes que se aventuran por sus dominios sin estar lo suficientemente preparados.
- Jaina: Jaina Valiente, en otro tiempo voluntariosa aprendiz del archimago Antónidas, guio a los supervivientes de Lordaeron hacia Kalimdor y fundó la ciudad de Theramore. Ahora sirve a la Alianza como voz influyente de la razón y la diplomacia.
- Kael'thas: Como a todos los elfos de sangre, la caída de Quel'Thalas transformó al príncipe Kael'thas. Desesperado por salvar a sus hermanos de su adicción a la magia, se unió a la Legión Ardiente y, ahora, gobierna el Castillo de la Tempestad.
- Li Li: Li Li Cerveza de Trueno, nacida sobre Shen-zin Su, La Isla Errante, tuvo una vida bastante corriente hasta que comenzó a leer los diarios de su tío Chen. Pronto, nada saciaría su deseo de aventuras, de exploración y de martirizar a los aventureros que pasaban por El Alcor.
- Lunara: Mientras sus hermanas pequeñas retozaban por bosques idílicos, Lunara veía cómo los mortales se aprovechaban del esplendor de la naturaleza. Su padre, Cenarius, le prohibió que tomase represalias contra Azeroth. Pero ahora está en el Nexo, y es hora de que la naturaleza se vengue.
- Malfurion: Malfurion Tempestira es el druida más poderoso de Azeroth y un estudiante del semidiós Cenarius. Malfurion, en comunión con la naturaleza y Cenarius a través del Sueño Esmeralda, protege la naturaleza de las influencias demoníacas.
- Medivh: Poseído por el señor demoníaco Sargeras, Medivh abrió el Portal Oscuro, y la Horda irrumpió en Azeroth. Como expiación por su pecado, Medivh reunió a una nueva generación de héroes para hacer frente a la Legión Ardiente y obtuvo así un lugar entre las leyendas.
- Muradin: Muradin, tiempo atrás mentor del príncipe Arthas, fue incapaz de impedir su corrupción. Tras recuperarse de un ligero caso de amnesia, ahora lidera el clan Barbabronce, tras la "diamantización" de su hermano, el rey Magni.
- Puntos: Un viajero debe ser cuidadoso al atravesar los caminos sombríos del Bosque del Ocaso... Desde que Abercrombie el Embalsamador liberó a su abominación sobre Villa Oscura, Puntos ha vagado por el camino sin rumbo fijo, hambriento de carne de personajes de nivel bajo de la Alianza.
- Rehgar: Rehgar Furia Terrestre ha visto infinidad de combates, como gladiador y como maestro de su propio equipo. Ahora ha dejado atrás esa vida y es un chamán más en el Anillo de la Tierra. Desea redimirse sanando las tierras de Azeroth.
- Rexxar: Un extraño giro de los acontecimientos llevó a Rexxar, el semiorco errante, a la incipiente ciudad de Orgrimmar. Gracias a su ayuda, Thrall y la Horda pudieron proteger su tierra natal y defenderla de las tropas invasoras del almirante Lord Daelin Valiente.
- Samuro: El guerrero Samuro, el último maestro de las espadas en llevar el estandarte del clan Filo Ardiente, se encuentra de peregrinación en busca de venganza y redención para su desaparecido clan. Será un largo viaje, pero ha jurado recuperar el honor que una vez este tuvo.
- Sylvanas: Sylvanas Brisaveloz no siempre ha sido la Dama Oscura de los Renegados. En otra vida, fue la General Forestal de Lunargenta. Pero eso fue antes de que el caballero de la Muerte Arthas la matara a ella y a su pueblo y la resucitara como la primera alma en pena.
- Thrall: Cuando era niño, Thrall sirvió al cruel Aedelas Lodonegro como esclavo. Tras escapar y liberar a los orcos, los guio en busca de una tierra propia y trabajó por recuperar sus tradiciones ancestrales. Ahora y siempre será el Jefe de Guerra de la Horda.
- Tyrande: Tyrande Susurravientos es la pesadilla de todos aquellos que buscan el mal para los kaldorei. Como primera centinela y suma sacerdotisa de Elune, no solo es un de las guerreras más mortíferas de los elfos de la noche, sino también su líder más astuta.
- Uther: Uther el Iluminado, primer paladín y fundador de la Orden de la Mano de Plata, es un fiel sirviente de la Luz. Reparte justicia blandiendo su martillo y es un bastión de la verdad, además de un símbolo inquebrantable de la Alianza.
- Varian: Pocos podían sospechar que el gladiador conocido como Lo'Gosh era en realidad el desaparecido señor de Ventormenta, Varian Wrynn. Convertido ahora en Rey de la Alianza, sus actos determinarán el destino de la propia Azeroth.
- Rey Exánime: El antiguo príncipe de Lordaeron y ahora Señor de la Plaga, bajo el control de El Rey Exánime ha perdido todo rastro de su humanidad.

#### Retro
- Lost Vikings: ¡Los Lost Vikings han vuelto! Aunque se plantearon la retirada tras derrotar al emperador Tomator, estaban destinados a caer en un portal del Nexo mientras practicaban lucha libre contra osos polares.

## Desarrollo
La idea de este videojuego nace a partir de Warcraft, posteriormente con Starcraft II y los arcadia nace Blizzard DotA siendo anunciado este último junto a otros mods de Starcraft II en la Blizzcon 2010, hasta ese momento el modo solo se había mostrado con la intención de mostrar las distintas facetas de Starcraft II. De todas formas para la Blizzcon 2011, el mismo modo fue completamente modificado con la intención de recrearlo para generar una jugabilidad bastante más rápida y dinámica.
Siguiendo con el anuncio de Dota 2 por parte de Valve Corporation, Rob Pardo el vicepresidente ejecutivo de Blizzard Entertainment mostró cierta molestia al ver a Valve usar la marca originaría de la comunidad de Warcraft. Seguido por una falla judicial de la misma marca originaría con Riot Games, Blizzard mantiene a DotaAll-Stars LLC., la compañía que hasta entonces representaba los servicios de DotA. Seguidamente Blizzard presenta una demanda contra Valve por adueñarse de la marca DotA. Para el 11 de mayo de 2012, Blizzard y Valve anuncian que la disputa ha concluido, con Valve manteniendo los términos de la franquicia DotA, mientras que Blizzard tendría que cambiar su nombre de Blizzard DOTA a Blizzard All-Stars.
En junio de 2012, Dustin Browder, el director de Starcraft II anuncia que Blizzard All-Stars no tendría fecha de lanzamiento aún, pero que definitivamente vería luz después del lanzamiento de StarCraft II: Heart of the Swarm. Durante una entrevista en enero de 2013, declaró que algunas partes del juego estaban "empezando a sentirse increíbles" con "una fuerte experiencia multijugador", pero que no había forma aún de poner fechas, especialmente porque no existía lo suficiente para llevar a cabo un espacio de la compañía dedicado al testeo alfa del videojuego. En febrero de 2013, la compañía Activision Blizzard mediante distintos archivos explica que Blizzard All-Stars seguirá siendo desarrollado por Blizzard durante el año 2013. Dustin Browder durante el año 2013, indica que algunos artistas de Starcraft II: Heart of the Swarm están siendo traspasados para trabajar en Blizzard All-Stars, para trabajar de manera colegiada con los diseñadores ya instalados.
En agosto de 2013, el presidente de Blizzard Michael Morhaime indicó que el juego había alcanzado un excelente nivel de desarrollo y testeo, de forma que tienen planeado expandir esto. Describiendo el juego como "RTS", con la intención de proponer sus propias ideas nuevas al género, de forma que retasen a ciertos paradigmas. El equipo de Blizzard All-Stars se expandió para mayo de 2013, especialmente cuando los recursos del proyecto Titán de Blizzard fueron reducidos y relocalizados. En octubre de 2013, el nombre finalmente fue cambiado a Héroes de la tormenta.
El 8 de noviembre de 2013 el director de videojuegos Dustin Browder detalló algunos elementos de los mapas establecidos para el juego durante la Blizzcon 2013. Además se anunció que finalmente existirá la oportunidad desde el sitio web oficial para unirse y solicitar participar de la beta.
El 13 de diciembre de 2018 se decidió cancelar la competencia por equipos HGC 2019 además de disminuir los desarrolladores dedicados a este MOBA, esta difícil decisión se fundamenta en la escasa ganancia económica que la empresa Activision Blizzard obtiene de este juego.

## Recepción

### Respuesta crítica
Héroes de la tormenta recibió críticas generalmente favorables después de la liberación. Metacritic, que asigna una calificación normalizada en el rango de 0 a 100, calculado una puntuación media de 88 sobre 100, lo que indica "críticas generalmente favorables", basado en 20 opiniones. GameRankings le asignó un puntaje promedio de las reseñas de 85,14% basado en 11 opiniones.
IGN otorgó 6,5 sobre 10, diciendo "Heroes of the Storm es un defectuoso pero variado MOBA con teamfights estupendas y objetivos pobres."

### Controversia
- Falta de estadísticas sobre calidad de la conexión de los usuarios.

- Falta de estadísticas sobre el número de jugadores en el servidor (en Wacraft 3 esto era posible) y en general no hay estadísticas en la red.

- Sanciones con normativa poco clara (11 de junio de 2018) y arbitraria.[18]

- Escasa participación en los foros en castellano (3 entradas al día en el foro general)
- Poca gente en los servidores y tiempos de espera muy largos ( a22 de junio de 2018).[19]
- La temporada competitiva 2019 fue cancelada debido a las bajas ganancias que le daba a la empresa[20]
- A partir del 2019 se disminuyó considerablemente el nuevo contenido que se añadía al videojuego; además de que sus jugadores empezaron a descender considerablemente.